# هکینان، آیچی
هکینان، آیچی از شهرهای استان آیچی ژاپن است که جمعیت آن در ۱ ژانویه ۲۰۰۸ ۷۳٬۰۲۴نفر بوده‌است.